# Hrvatski znanstveni i obrazovni oblak
Hrvatski znanstveni i obrazovni oblak (HR-ZOO) projekt je Sveučilišnog računskog centra (SRCE) u Zagrebu, koji je ministarstvo znanosti, obrazovanja i športa Republike Hrvatske prihvatilo o uvrstilo na indikativnu listu infrastruktumih projekata. Omogućit će usluge virtualnih računalnih i spremišnih resursa na načelu računarstva u oblaku, resurse grida, računalne resurse visokih performansa, velike spremišne kapacitete te povezivanje s europskim e-infrastrukturama.
Projekt je početkom 2012. godine pokrenuo Sveučilišni računski centar u Zagrebu, koji je nositelj i koordinator ovog multinstitucionalnog projekta u koji su kao partneri uključeni Sveučilište J.J.Strossmayera Osijek, Sveučilište u Rijeci, Sveučilište u Splitu, Sveučilište u Zagrebu, Institut Ruđer Bošković te CARNet.
Pokrenut je radi izgradnje računalnog i podatkovnog oblaka koji će biti temeljna sastavnica hrvatske nacionalne istraživačke i inovacijske e-infrastrukture, pod čime se misli na opremu, dobra i sredstva kojima se služi istraživačka zajednica za sprovesti vrhunska istraživanja u svim područjima i poljima znanosti.
Osmišljen je kao zajednička infrastruktura za potrebe suvremenog obrazovanja i međunarodno relevantnih istraživanja te instrument integriranja u Europski istraživački prostor (European Research Area, ERA) i Europski prostor visokog obrazovanja (European Higher Education Area, EHEA). Znanstveni će sustav uspostavom ove e-infrastrukture za istraživanje, razvoj i inovacije dobiti na kakvoći i stvaranju preduvjeta za izvođenje vrhunskih istraživanja, a osim toga osnažit će svoje mogućnosti bolje suradnje s poslovnim sektorom imajući u vidu sve zahtjevnije digitalizirano tržište.
Planira se izgraditi mrežu podatkovnih centara u četiri grada (Osijek, Rijeka, Split, Zagreb) na 6 lokacija (u Zagrebu Srce,Borongaj,IRB/SK), GRID sjedišta za znanstveno računanje i kolaboraciju/klasteri visoke gustoće, HPC sjedišta za posebno zahtjevna računanja / klasteri / sustavi visoke učinkovitosti te oblakovna sjedišta (CLOUD sjedišta) kao računalni i podatkovni resursi "opće namjene" - virtualizacijski klasteri s podatkovnim resursima visoke propusnosti, diskovne i tračne resurse za pohranu velikih zbirki podataka. Kroz HR-ZOO želi se izgraditi 10/40/100Gbit/s širokopojasnu okosnicu nacionalne akademske mreže CARNeta te osposobiti stručno osoblje za održavanje
infrastrukture i pomoć korisnicima.
Ovim će se projektom svim institucijama i pojedincima iz sustava znanosti i visokog obrazovanja osigurati dugoročno dovoljne, pouzdane i održive računalne i podatkovne resurse te mrežnu povezanost, potrebne za njihovo djelovanje i rad, ali i za naprednu primjenu informacijske tehnologije u znanosti i obrazovanju.

## Vanjske poveznice
- SRCE: HR-ZOO